# Sint Paulushofje

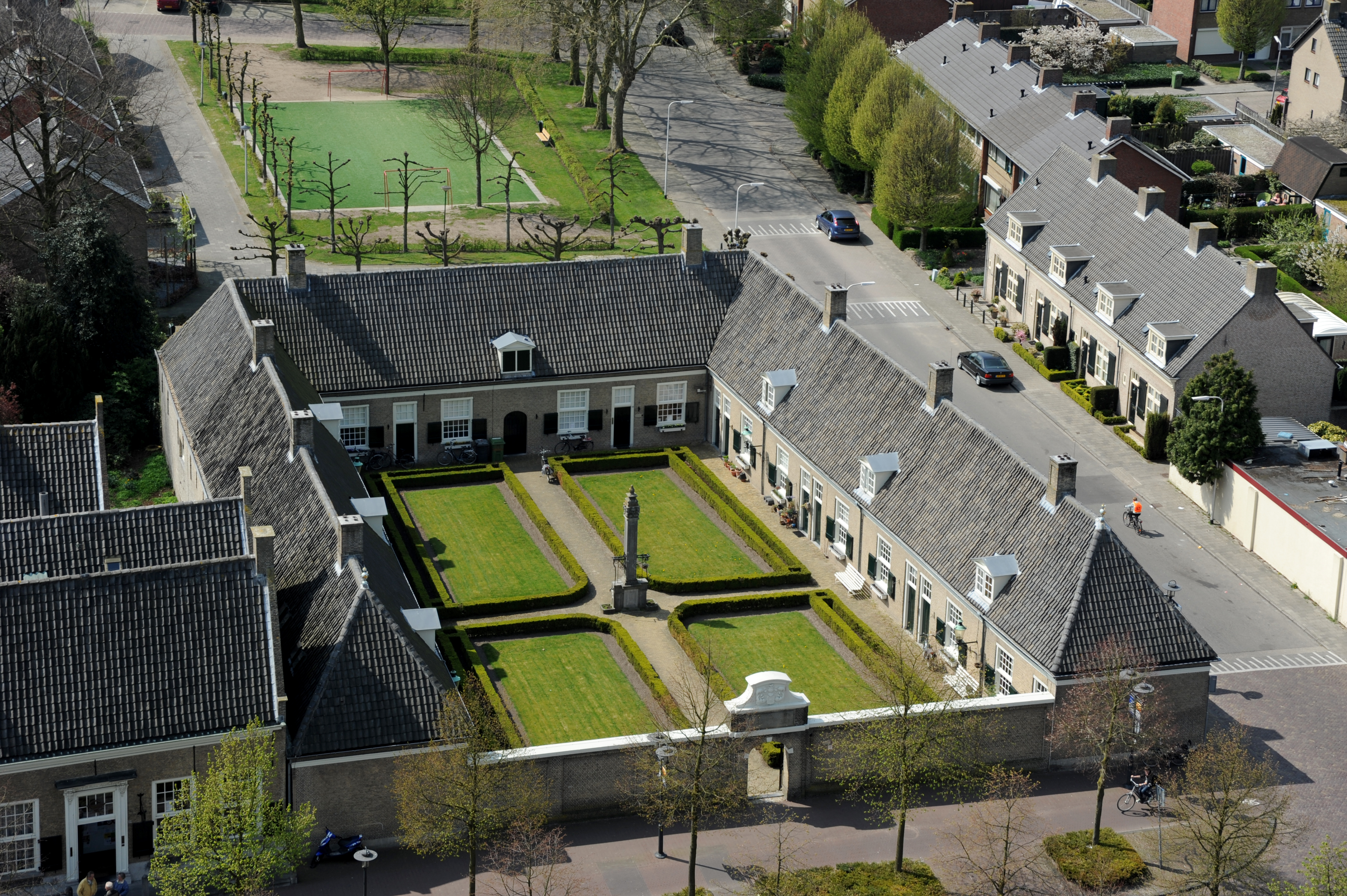
Sint Paulushofje vanuit de kerk.

Het Sint Paulushofje is een hofje in het centrum van Etten-Leur.
Het is in 1681 gesticht en bestaat uit dertien huisjes rond een pleintje met in het midden een pomp. De entree is een historische toegangspoort. Het hofje was oorspronkelijk bedoeld voor de huisvesting van arme vrouwen.
In een gedeelte van het Sint Paulushofje is nu het Streekmuseum Etten+Leur ondergebracht. De overige pandjes zijn nog steeds bewoond.

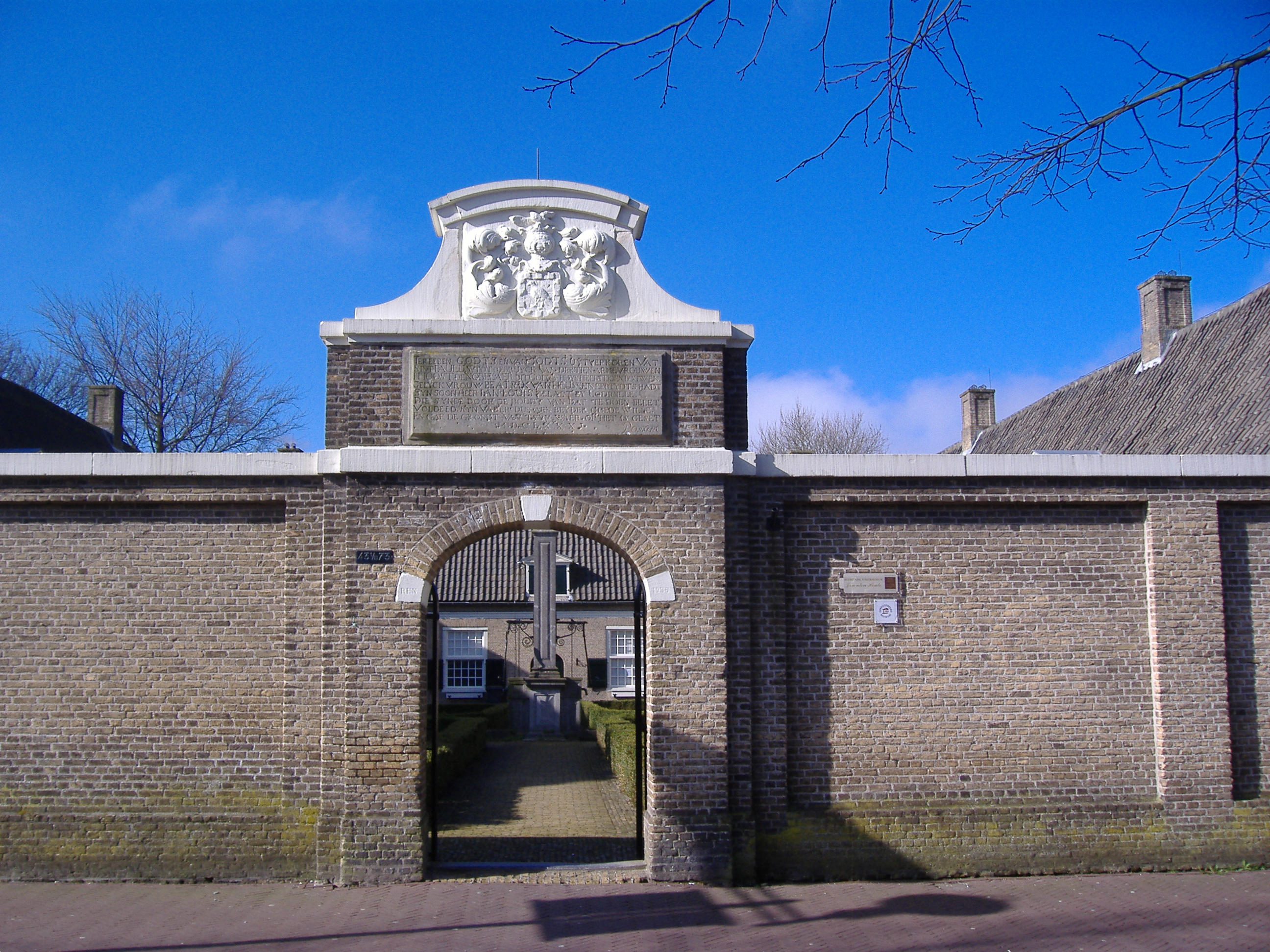
Toegangspoort